# ジャヤプラカシュプラサッド・グプタ
ジャヤプラカシュプラサッド・グプタ（Jaya Prakash Prasad Gupta）はネパールの政治家。マデシ人権フォーラムから農業大臣としてプラチャンダ内閣に入閣。制憲議会議員。元ネパール会議派。
2008年4月10日の制憲議会選挙ではサプタリ郡第2選挙区に立候補して当選している。